# Marteau de Lucerne
 (mars 2024).
Si vous disposez d'ouvrages ou d'articles de référence ou si vous connaissez des sites web de qualité traitant du thème abordé ici, merci de compléter l'article en donnant les références utiles à sa vérifiabilité et en les liant à la section « Notes et références ».

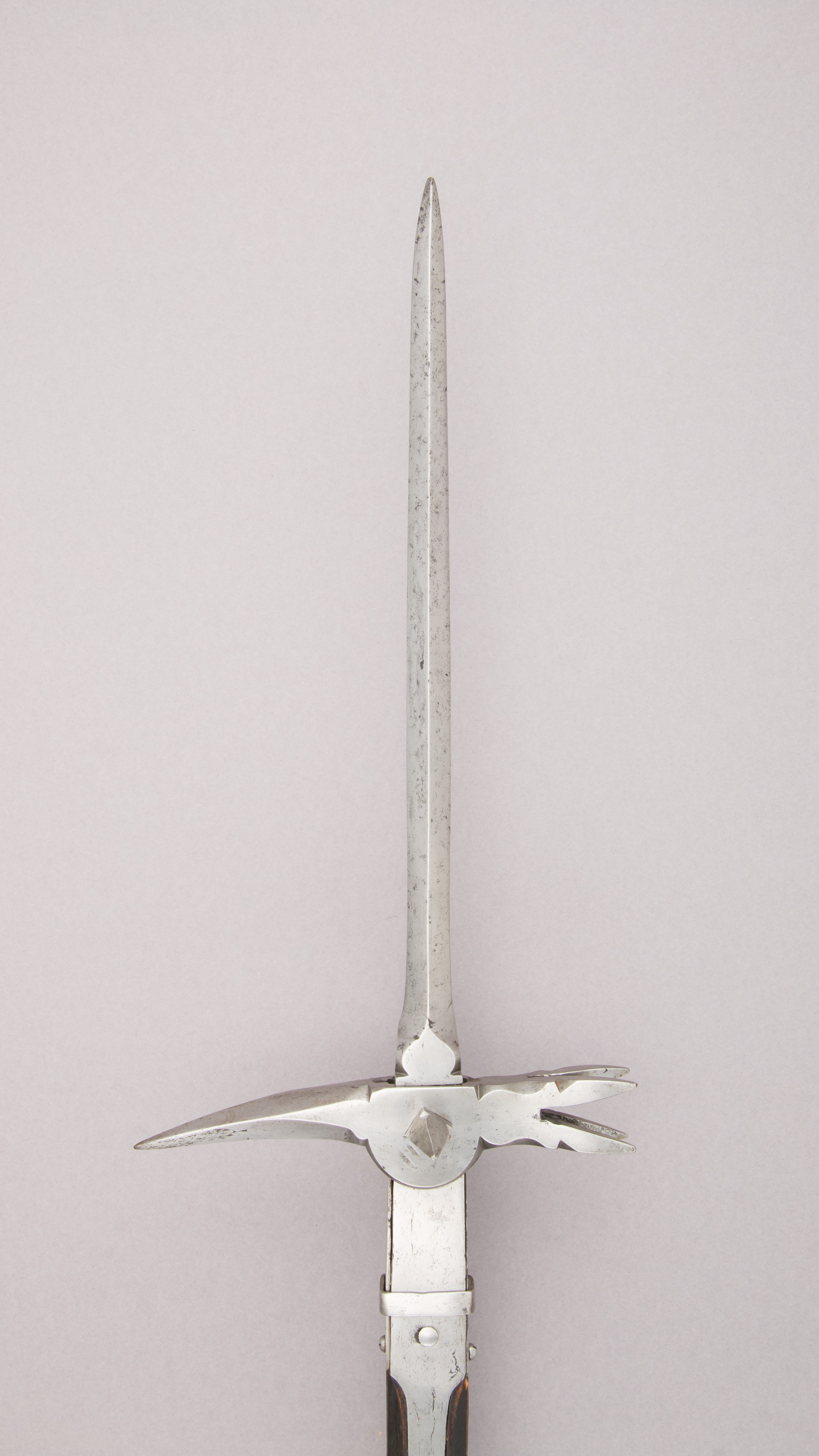
Marteau de Lucerne suisse.

Le marteau de Lucerne est un type d'arme d'hast populaire dans les armées suisses du XVe au XVIIe siècle. Il s'agit d'une combinaison du bec de corbin et du marteau d'armes.

## Origines
L'arme tire ses origines de Suisse et son nom vient de la découverte d'un grand nombre de ces armes dans la ville de Lucerne.

## Design
Le marteau de Lucerne est une tête à trois ou quatre dents montée sur une hampe de deux mètres de long. La tête présente un long pic du côté opposé aux dents, ainsi qu'un autre pic encore plus long qui s'étend depuis le sommet. Des pointes sur le côté de la tête sont également présentes sur certains modèles.

## Usage
Le marteau de Lucerne nécessite deux mains pour être manié efficacement. En tant qu'arme d'hast modifiée, le marteau de Lucerne a plusieurs fonctions au combat. Le pic au sommet de la tête peut être utilisé comme lance, tandis que la partie marteau s'avère efficace pour percer ou enfoncer les armures. Comme beaucoup d'autres armes d'hast, le marteau de Lucerne était aussi utilisé pour désarçonner les cavaliers ennemis. La longue hampe augmente la vélocité de la tête quand le marteau est abattu, résultant en un impact d'une force phénoménale.